# Thứ sử
Thứ sử (chữ Hán: 刺史, còn được phiên âm là thích sử) là một chức quan trong thời kỳ cổ đại của lịch sử Trung Quốc và lịch sử Việt Nam, đứng đầu đơn vị giám sát, sau là đơn vị hành chính "châu".

## Trung Quốc (Trung Hoa)
Chức vụ thứ sử này có từ Tây Hán. Nhà Hán theo truyền thống chia cả nước ra làm 9 khu vực gọi là 9 châu, không phải cấp hành chính. Cấp hành chính thứ 1 lúc này là quận, đứng đầu là thái thú quản lý mọi việc.
Năm 106 TCN Hán Vũ Đế đặt chức Thứ sử. Ban đầu, Thứ sử chỉ có vai trò đi tuần hành các quận trong châu để xem xét việc cai trị của các Thái thú, thăng thưởng người làm tốt, truất người làm dở, đoán xét oan ngục, lấy 6 điều giới hạn của chức vụ. Sách Hậu Hán thư, phần Chí, quyển 28 có đề cập đến 6 điều giới hạn trong chức trách của Thứ sử như sau:
1. Những cường hào vọng tộc trong vùng chiếm nhiều ruộng đất, vượt qua pháp luật, lấy mạnh lấn yếu, lấy đông hiếp ít
2. Quan vào bậc 2000 thạch (tức Thái thú) không vâng chiếu chỉ của vua và không tuân điển chế, bỏ công theo tư, vơ vét của cải, làm điều gian tham
3. Quan vào bậc 2000 thạch không xét các nghi án, hung dữ giết người, giận thì phạt, vui thì thưởng, phiền nhiễu hà ngược, bóc lột dân đen, làm khổ trăm họ
4. Quan vào bậc 2000 thạch mà lựa chọn cắt đặt không xứng đáng, thiên vị kẻ yếu, ngăn lấp kẻ hiền, che chở kẻ ngoan
5. Con em các quan vào bậc 2000 thạch mà cậy thần cậy thế, thỉnh thác chức vị
6. Quan vào bậc 2000 thạch làm trái lẽ công, a dua theo cường hào thông hành hối lộ, tổn phạm chính lệnh

Hàng năm, Thứ sử đi tuần các quận vào tháng 8 và đến đầu năm sau thì về triều đình tâu báo. Vai trò của Thứ sử thời Tây Hán tương tự như công việc của thanh tra các hoạt động của Thái thú.
Sang thời Đông Hán, triều đình đặt ra chức kế lại. Người Kế lại có nhiệm vụ thay mặt Thái thú lên báo cáo tình hình với Thứ sử. Kế lại của Thứ sử lại làm nhiệm vụ thay mặt thứ sử lên triều đình tâu báo, còn Thứ sử chuyên tâm vào việc ở bản châu, dù có tang cha mẹ cũng không được bỏ chức. Từ khi đặt chế độ này, vai trò của các thứ sử đối với các quận gần gũi và chặt chẽ hơn.
Bên dưới Thứ sử, có những người giúp việc là thị trung, biệt giá, tòng sự.
Cuối thời Đông Hán, chức Thứ sử bị thay thế bằng Châu mục với đầy đủ quyền lực về quân sự lẫn dân chính.
Đến thời nhà Tùy xóa bỏ quận, thi hành 2 cấp hành chính: châu, huyện, chức thái thú bị bãi bỏ. Số huyện mỗi châu lúc này rất lớn, có thể đến trên 100.
Thời nhà Đường, tiếp tục thi hành 2 cấp hành chính: châu, huyện song châu lúc này có quy mô của quận trước đây, cả nước có đến hơn 300 châu. Cai trị châu là thứ sử với đầy đủ quyền hành chính báo cáo trực tiếp lên chinh quyền trung ương. Khi các tiết độ sứ trở thành các thống đốc quân sự ở địa phương thì thứ sử dưới quyền tiết độ sứ.

## Việt Nam
Việt Nam trong thời kỳ đầu độc lập sau ngàn năm Bắc thuộc vẫn kế thừa tổ chức hành chính của thời thuộc Đường, vẫn đặt chức thứ sử đứng đầu các châu.
Đinh Công Trứ là vị quan thứ sử đầu tiên của Việt Nam. Năm 931, sau khi cùng Dương Đình Nghệ đem quân ra quét sạch quân Nam Hán, tái lập nền độc lập và tự chủ, Đinh Công Trứ được cử làm thứ sử Hoan Châu. Khi Ngô Quyền đánh tan quân Nam Hán, tự xưng là Ngô Vương. Đinh Công Trứ tiếp tục được phong trấn thủ châu Hoan.